# Джими Неутрон
Джеймс „Джими“ Неутрон е измислен герой от телевизионния сериал „Приключенията на Джими Неутрон: Момчето гений“ и пълнометражния филм „Джими Неутрон: Момчето гений“, в които е главно действащо лице. Пълното му име е Джеймс Исак Неутрон, което е шега под формата на игра на думи с Исак Нютон (на английски: Isaac Newton), а също така препраща и към откривателя на неутрона, Джеймс Чадуик.
Джими Неутрон е десет годишно момче, запалено по изобретателството, което живее в измисленото градче Ретровил с баща си Хю, продавач на коли, майка си Джуди и кучето-робот Годард (наречено така по името на Робърт Годард, пионер в съвременната ракетна техника).
Джими Неутрон мрази съученичката си Синди но в един епизод те стават гаджета.
Негови приятели са Каролт, който мисли само за лами и Шиин, който единствен измисля категории като на Ултра Лорт.
Световен разпространител на филма е компанията Парамаунт Пикчърс.